# Jorge Antonio Castro
Jorge Antonio Castro fue un abogado y político argentino del Partido Justicialista, que se desempeñó como senador nacional por la provincia de Santiago del Estero entre 1983 y 1986.

## Biografía
Abogado de profesión, también ejerció la docencia en el Colegio Nacional de Santiago del Estero.
Adhirió al peronismo tempranamente y en 1946 integró el Consejo Provincial de Vialidad, siendo luego contador general del gobierno provincial. En 1949, fue elegido a la Cámara de Diputados de la Provincia de Santiago del Estero, desempeñándose como vicepresidente del cuerpo y como presidente de la comisión de Presupuesto y Hacienda, integrando además la convención constituyente que reformó la constitución provincial.
En 1953 fue designado ministro de Gobierno, Justicia, Trabajo, Culto y Educación de la provincia, en la gestión del gobernador Francisco Javier González. Regresó a la legislatura provincial entre 1973 y 1976. En el ámbito partidario, integró el comité del Partido Justicialista (PJ) en la capital provincial.
En las elecciones al Senado de 1983, fue elegido senador nacional por la provincia de Santiago del Estero, desempeñando el cargo hasta 1986. Fue vicepresidente de la comisión de Derechos y Garantías y secretario de las comisiones de Legislación General y de Turismo; siendo vocal en las comisiones de Relaciones Exteriores y Culto; de Interior y Justicia; y de Asistencia Social y Salud Pública.